# Талды-Суу (Ошская область)
Талды-Суу (кирг. Талды-Суу) — село в Алайском районе Ошской области Кыргызстана. Административный центр Талды-Сууского айылного аймака.

## География
Село расположено в южной части области, в высокогорной зоне, на левом берегу реки Талдык (правый приток Кызылсу), на расстоянии приблизительно 78 километров (по прямой) к юго-западу от села Гульча, административного центра района. Абсолютная высота — 3053 метра над уровнем моря.

## Население
Согласно оценочным данным Национального статистического комитета Кыргызской Республики, численность населения села на начало 2023 года составляла 1890 человек.
| год     | 2009 | 2014 | 2015 | 2020 | 2021 | 2023 |
| ------- | ---- | ---- | ---- | ---- | ---- | ---- |
| человек | 859  | 1442 | 1679 | 1694 | 1836 | 1890 |